# Saurauia collina
Saurauia collina är en tvåhjärtbladig växtart som beskrevs av A. C. Smith. Saurauia collina ingår i släktet Saurauia och familjen Actinidiaceae. Inga underarter finns listade i Catalogue of Life.